# Karl Christian Reisig
Karl Christian Reisig (født 17. november 1792 i Weissensee i Thüringen, død 17. januar 1829 i Venedig) var en tysk filolog.
Reisig var fra 1820 professor i Halle. Han har leveret flere udgaver og kritiske arbejder vedrørende græske dramatikere, især Sofokles og Aristofanes. Efter hans død udgavs hans Vorlesungen über lateinische Sprachwissenschaft (Leipzig 1839 og på ny i 3 bind, Berlin 1881—88).